# Ниссан (остров)
Ниссан (англ. Nissan Island) — коралловый атолл в Тихом океане. Является территорией государства Папуа — Новая Гвинея. Административно входит в состав автономного района Бугенвиль региона Айлендс. Является самым крупным из группы островов Грин.

## География
Атолл Ниссан располагается на расстоянии около 64 км к северу от Буки (северная оконечность архипелага Соломоновы острова), в 57 км к юго-востоку от архипелага Фени и в 110 км к югу от Новой Ирландии в архипелаге Бисмарка. Примерно в 60 км на северо-восток от Ниссана расположен остров Амбайтл — потухший вулкан, входящий в архипелаг Фени. С Ниссана видны Амбайтл и Бука, а иногда можно разглядеть горы Новой Ирландии.

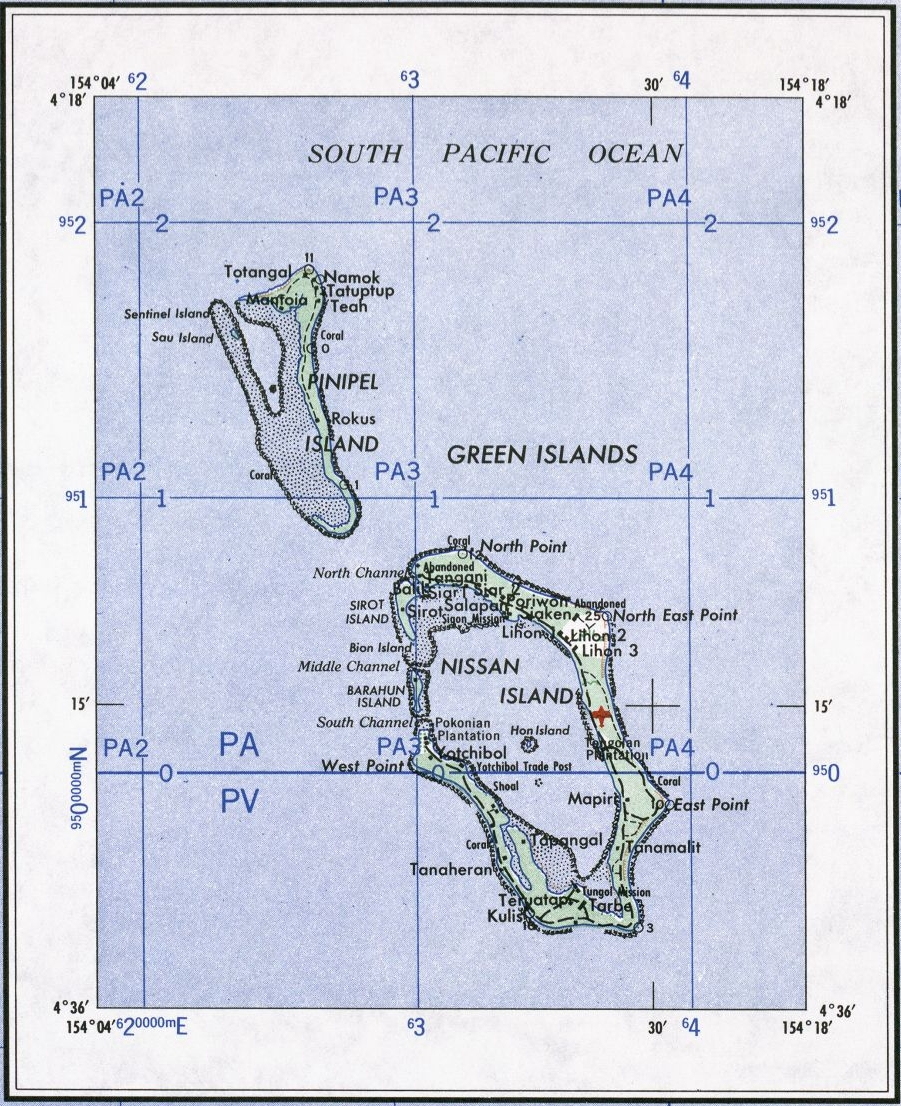
Карта островов Грин

Ниссан и расположенный в 1,5 милях к северо-западу от него атолл меньшего размера Пинепел (или Пинипир, до 10 км в длину и площадью 4,3 км²) вместе известны как Грин-Айлендс. Существуют разногласия по поводу того, относить ли их географически к островам Бисмарка или к архипелагу Соломоновы острова: они несколько ближе к Буке, чем к Новой Ирландии, но ориентированы как прямое продолжение цепочки из четырёх небольших атоллов вдоль северо-восточного побережья Новой Ирландии. Ниссан и Пинепел входят в один часовой пояс с островами Бисмарка, тогда как Соломоновы острова находятся в соседнем часовом поясе.
Общие размеры атолла овальной формы — 15 км в длину и 7 км в ширину, общая площадь суши 28,5 км². Бо́льшую часть атолла составляет один остров, также носящий имя Ниссан, вытянутый с севера на юг и имеющий форму перевёрнутой буквы С. Ширина надводной части этого острова в среднем составляет около 1000 ярдов (0,9 км), варьируя от 300 до 1800 ярдов. Северо-западную часть атолла образуют два моту небольшого размера — Сирот и Барахун. Между берегами трёх островов, формирующих кольцо вокруг лагуны, имеются три прохода — Северный, Центральный и Южный каналы, последний из которых, глубиной всего 16 футов (5 м) и шириной от 40 до 50 футов (12—15 метров), считается наиболее удобным. В центре лагуны располагается маленький остров Хон вулканического происхождения. Средняя глубина лагуны около 70 футов (21 м).
Северное и южное побережье атолла обрамляют коралловые рифы. Рифы также тянутся вдоль южного и западного побережья острова Ниссан, обращённого к лагуне. У восточного берега лагуны рифов почти нет. В основном острова атолла поднимаются лишь на несколько метров над уровнем моря; исключение составляют две возвышенности на восточной стороне и одна на юге. Высшая точка — 40 м над уровнем моря. Большая часть суши покрыта лесом, однако имеются участки, расчищенные под пальмовые плантации, которые возделывают местные жители. На островах отсутствуют реки, и единственными источниками пресной воды служат искусственные резервуары и подземная водяная линза. Среднегодовая норма осадков около 3000 мм. В последние десятилетия короткие периоды проливных дождей сменяются долгими засушливыми отрезками времени.

## История
Археологические исследования показывают, что Ниссан был заселён на протяжении 25 тысяч лет. Коренное население атолла — меланезийцы, встречаются физические типы, характерные для островов Бука и Новая Ирландия, а также промежуточные. Местный язык нехан относится к океанийско-австронезийским и наиболее близок к языкам Буки и Северного Бугенвиля. Острова наблюдались европейскими мореплавателями в 1616 (Схаутен и ле Мэр), 1643 (Тасман) и 1767 годах (Картерет), но серьёзные контакты с аборигенами начались только в конце XIX века, когда в этих местах стали появлятсься торговцы (в том числе работорговцы). В 1884 году сообщалось, что местное население использует орудия труда почти исключительно из камня и раковин и охотно выменивает железные предметы.
В 1885 году на атолле появилась первая коммерческая кокосовая плантация. В 1890-х и 1900-х годах на островах побывали немецкие этнографы. В середине 1920-х годов на Ниссане начали работать католические миссионеры и к 1960 году всё население было обращено в христианство.
Острова входили в территорию Папуа под управлением Австралии. В ходе Второй мировой войны на два года попали под контроль японцев, которые разместили на них стоянку барж, служившую перевалочным пунктом на линиях снабжения Буки и севера Бугенвиля. Союзники вернули себе контроль над Ниссаном в феврале 1944 года, на полтора года превратив его в базу авиации и патрульно-торпедных катеров. Была построена взлётно-посадочная полоса для бомбардировщиков длинной около 7300 футов (2,2 км). Количество войск на атолле доходило до 17 тысяч человек, 1150 местных жителей были в основном эвакуированы на Гуадалканал, откуда вернулись после закрытия базы в августе 1945 года.
В 2014 году население достигало 7000 человек. Основа хозяйства — рыболовство и сельское хозяйство, возделываются такие культуры как таро, ямс, кассава, бананы, папайя и кокосовая пальма.